# Trissonchulus benepapillosus
Trissonchulus benepapillosus är en rundmaskart som först beskrevs av Schulz 1935.  Trissonchulus benepapillosus ingår i släktet Trissonchulus och familjen Ironidae. Inga underarter finns listade i Catalogue of Life.